# Hilda Villegas Castrejón
Hilda Villegas Castrejón (Ciudad de México, 26 de febrero de 1931-1 de agosto de 2012) fue una médica cirujana mexicana. Pionera en la microscopía electrónica en su país y primera mujer en ingresar a la Academia Mexicana de Cirugía.

## Trayectoria
Su padre, Andrés Villegas Reyes, fue médico radiólogo militar, hecho que le sirvió de inspiración desde pequeña. Aprendió piano desde pequeña y fue aficionada a la música clásica. Villegas se graduó en 1955 como médica cirujana en la Facultad de Medicina de la Universidad Nacional Autónoma de México (UNAM), en una época en la que pocas mujeres se graduaban en esa profesión. Obtuvo una especialización en anatomía patológica en el Presbyterian/St. Luke's Medical Center y el Columbus Hospital de Chicago, así como un doctorado en ciencias médicas por la Universidad Libre de Berlín.
En 1970 hizo una especialidad en microscopía electrónica en la Universidad Libre de Berlín, siendo pionera en el uso de dicha tecnología en México en instituciones médicas como el Centro Médico Nacional Siglo XXI, en el Instituto Nacional de Perinatología y en el Instituto Nacional de Rehabilitación (INR). En estas dos últimas fue Villegas la encargada de fundar las secciones de microscopía electrónica y en el INR ocupó el cargo de directora de investigación. A nivel académico participó en unas 70 publicaciones en revistas arbitradas.
En 1990 logró ser la primera mujer en ingresar a la Academia Mexicana de Cirugía como experta en morfología, una institución que desde 1933 no incluyó a mujeres cirujanas en sus filas. Fue profesora titular de la Facultad de Medicina de la UNAM. 